# Die antiken Sarkophagreliefs
Die antiken Sarkophagreliefs (ASR, früher Die antiken Sarkophag-Reliefs, auch kurz Sarkophag-Corpus) ist ein wissenschaftlich-archäologisches Corpuswerk, in dem möglichst alle griechischen und römischen Sarkophage, die mittlerweile nicht mehr nur im Gebiet der früheren griechisch-römischen Welt, sondern auch in Nordeuropa und Nordamerika zu finden sind, erfasst werden sollen.

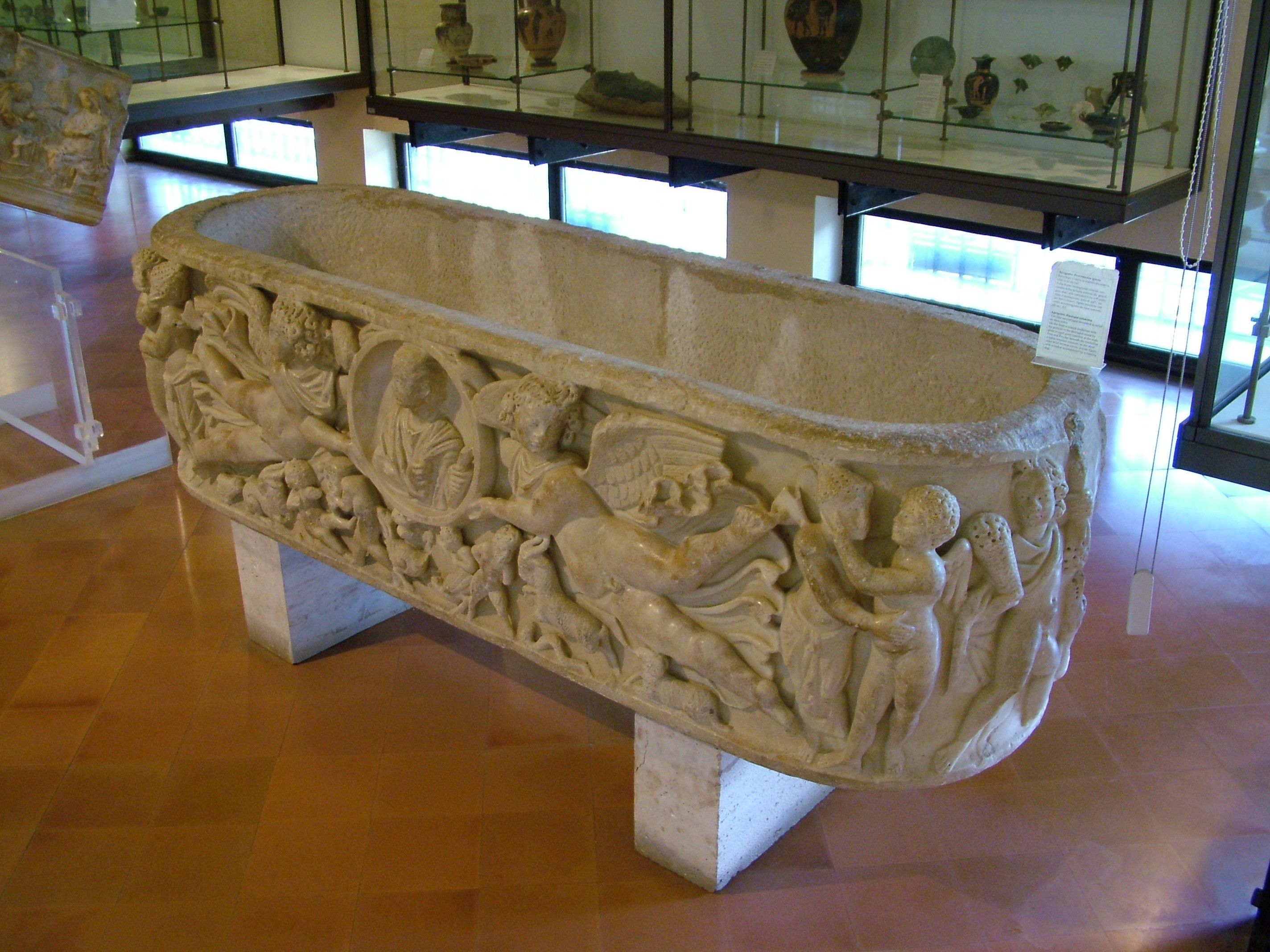
Sarkophag aus dem 3. Jahrhundert n. Chr. im Museum von Agrigent

## Geschichte
Die Erforschung römischer Sarkophage begann schon in der Renaissance. Papst Sixtus IV. ließ 1471 auf dem Kapitol in Rom ein Museum errichten, in dem auch Sarkophage ausgestellt wurden. 1550 reifte offenbar der Plan, alle Sarkophage aus Rom und seiner Umgebung in einem Corpus zu publizieren. Hierfür wurden diverse Kupferstiche angefertigt. Der Plan wurde nicht umgesetzt, jedoch wurden die Kupferstiche im sogenannten Codex Coburgensis gesammelt. Ein Teil des Werkes ist verloren gegangen, doch ergänzt heute der in der Mitte des 16. Jahrhunderts vor allem durch Kopie des Codex Coburgensis entstandene, aber qualitativ weniger hochwertige Codex Pighianus fehlende Teile. Beide Werke sind vor allem bei verloren gegangenen und (teil-)zerstörten Sarkophagen noch heute von unschätzbarem Wert. Auch Johann Joachim Winckelmann überlieferte in seinem Werk Monumenti inediti antichi viele Sarkophagreliefs, die zum Teil jedoch verfälscht sind. Ebenso wie in den Werken Giovanni Battista Piranesis, der in seinen Kupferstichen diverse Sarkophage dargestellt hatte, sind in diesen Werken die Reliefs jedoch nicht systematisch erfasst.
Als erster moderner Wissenschaftler nahm der Bonner Professor Otto Jahn die Idee eines Sarkophag-Corpus wieder auf. Nach seinem Tod 1869 übertrug die Centraldirektion des Kaiserlich Deutschen Archäologischen Instituts die Weiterführung des Projektes 1870 an Friedrich Matz den Älteren. Nach dessen Tod 1874 übernahm Carl Robert die Fortführung des Projektes. Unter seiner Ägide konnten die ersten vier Bände des Corpus veröffentlicht werden. Später wurde das Projekt von den Archäologen Gerhart Rodenwaldt, Friedrich Matz dem Jüngeren, Bernard Andreae und Guntram Koch fortgeführt, derzeit sind neben Koch auch Klaus Fittschen und Walter Trillmich Herausgeber. Bis heute sind 27 Bände publiziert worden. Zum 125. Jubiläum des Werkes wurde 1995 in Marburg ein Symposium mit Fachwissenschaftlern aus 15 Ländern veranstaltet.

## Aufbau des Corpus
Im Vergleich zu anderen archäologischen Corpora (Corpus Vasorum Antiquorum, Corpus Speculorum Etruscorum und andere) sind bis heute nur relativ wenige Bände erschienen. Das hängt mit der Art der Publikationsweise zusammen. Anders als bei anderen Werken wird nicht nach chronologischen oder geographischen Gesichtspunkten publiziert, sondern nach thematischen Aspekten. Die einzelnen Teilbereiche sind:
- I: Die Sarkophage mit Darstellungen aus dem Menschenleben
- II: Mythologische Cyklen
- III: Einzelne Götter und Heroen
- IV: Die dionysischen Sarkophage
- V 1: Die Meerwesen auf den antiken Sarkophagreliefs
- V 2: Die stadtrömischen Eroten-Sarkophage
- V 3: Die Musensarkophage
- V 4: Jahreszeiten-Sarkophage
- VI: Die dekorativen römischen Sarkophage
- VII: Die jüngeretruskischen Steinsarkophage
- VIII: Die Sarkophage der westlichen Gebiete des Imperium Romanum
- IX: Die Sarkophage Griechenlands und der Donauprovinzen
- X & XI: N.A.
- XII: Die mythologischen Sarkophage.

Somit müssen möglichst alle Sarkophage der Welt zu einem bestimmten Thema erschlossen werden, bevor ein Band abgeschlossen werden kann. Dabei muss oftmals Pionierarbeit geleistet werden, da selbst Sarkophage in Museen oft ungenügend erschlossen und nicht selten nicht einmal bildlich archiviert sind. Somit müssen die Herausgeber der Bände viele der Sarkophage erst persönlich begutachten und Bilder anfertigen. Oft ist das problematisch, da es zum einen nicht immer leicht ist, die Erlaubnis dafür zu erhalten, zum anderen sind nicht wenige Sarkophage als Spolien in Kirchen und neuzeitlichen Villen verbaut worden und somit schwer zugänglich. Jeder Sarkophag erscheint mit technischen Angaben (Aufbewahrungsort, Herkunft, Maßen, Datierung oder Datierungsvorschlag und älterer Literatur) sowie einer Beschreibung und möglichst Bildern im entsprechenden Band. Farbaufnahmen sind bis heute aus finanziellen und technischen Gründen nicht möglich, weshalb einige Sarkophage mit Farbresten nur ungenügend wiedergegeben werden können.
Da neben den bisher erschienenen 27 Bänden (Stand: 2020) auch unzählige weitere Einzelstudien durch die Arbeit am Corpus entstanden, ist die wissenschaftliche Leistung weitaus höher zu bewerten, als bei der Betrachtung nur der bisherigen Bände sichtbar wird. Die Arbeit am Corpus, die heute unter dem Dach des Deutschen Archäologischen Instituts erfolgt, wird noch lange andauern. Die einzelnen Bände erscheinen heute im Berliner Gebr. Mann Verlag.